# Lockbete
Lockbete är något som används som bete för att "locka" med. Traditionellt något starkt luktande som placeras i en form av fälla. En person kan också användas som lockbete för att locka till sig en annan person, vilken ibland kallas lockfågel. Lockbete är belagt i svenska språket sedan 1790.

## Jakt
Lockbeten förekommer mycket inom jakt och fiske. Lockbeten inom jakt kan bland annat vara lockpipor eller lockfåglar, medan fiske har lockbeten som agn (lockmat) och fiskedrag.

## Polisiära lockbeten
Lockbeten förekommer polisiärt i form av bland annat föremål eller personer som är av värde för en kriminell eller dylikt. De används ofta flitigt i polisfilmer särskilt i amerikanska. Ett klassiskt exempel på det är filmen Januarimannen där borgmästarens dotter Bernadette används för att fånga seriemördaren som gäckat New Yorkborna i ett helt år.